# Rue de l'Aurore
La rue de l'Aurore est une voie de la commune française d'Antony dans les Hauts-de-Seine.

## Situation et accès
La rue de l'Aurore débute avenue de la Division-Leclerc et se termine rue des Rabats.
La circulation est à sens unique dans le sens avenue de la Division-Leclerc vers rue des Rabats.
La seule voie qui la coupe est la rue de la Mutualité.

## Origine du nom
Son nom fait partie des évocations du « Soleil-Levant », lotissement dont la rue fait partie.

## Historique
Cette voie est l'une des voies du « lotissement du Soleil-Levant », créé en 1928. Il se situe sur le lieu-dit « l'Épine-Pouilleuse ». Le promoteur de ce lotissement estimant que le terme de « Soleil-Levant » était plus alléchant et prometteur que celui de « l'Épine-Pouilleuse ». Ce lotissement comprend cette rue ainsi que la rue du Soleil-Levant, la rue du Jour, la rue du Midi et une partie de la rue de la Mutualité. Ces voies ont été classées dans la voirie communale le 17 août 1937.
Lors de sa création en 1928, cette voie commençait sur la nationale 20 et se terminait à la rue de la Mutualité, comme les voies qui lui sont parallèles. Mais le conseil municipal, réuni le 30 novembre 1971 a décidé de poursuivre cette voie jusqu'à la rue des Rabats, intégrant donc le chemin étroit qui reliait la rue de la Mutualité à la rue des Rabats. Ce chemin portait alors le nom de chemin de la Butte, ce nom étant dû au fait qu'en quelques dizaines de mètres, l'altitude passe de 65 m à 75 m.

## Bâtiments remarquables et lieux de mémoire
Du côté pair :
- après le no 12, un passage piétonnier permet de rejoindre l'église Saint-Maxime d'Antony édifiée en 1978.

Du côté impair :
- après la traversée de la rue de la Mutualité, un parking pour voitures puis l'entrée du bois de l'Aurore et la résidence de la Butte avant de rejoindre la rue des Rabats. Longtemps en friche en raison de la disparition des propriétaires[1], le bois de l'Aurore a été acheté par la municipalité qui l'a transformé en espace vert en 1990[2] et inauguré en 1996.

## Pour approfondir